# Бастауши
Бастауши (каз. Бастаушы) — село в Самарском районе Восточно-Казахстанской области Казахстана. Административный центр Бастаушинского сельского округа. Код КАТО — 635033100.

## Население
В 1999 году население села составляло 1362 человека (676 мужчин и 686 женщин). По данным переписи 2009 года, в селе проживал 1041 человек (524 мужчины и 517 женщин).